# Pulau Rengas Ulu
Pulau Rengas Ulu is een bestuurslaag in het regentschap Merangin van de provincie Jambi, Indonesië. Pulau Rengas Ulu telt 1524 inwoners (volkstelling 2010).